# For Lack of a Better Name

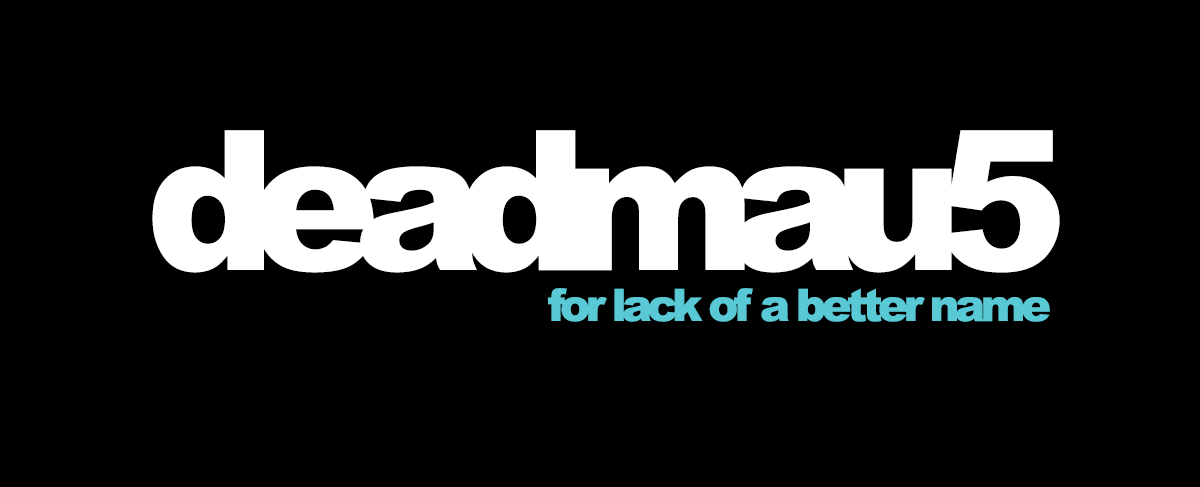
Logo des Albums (2009)

For Lack of a Better Name ist das vierte Studioalbum von deadmau5. Es wurde erstmals am 22. September 2009 in den USA und am 5. Oktober 2009 dann auch auf iTunes veröffentlicht. Das Album wurde als viertes Album von Deadmau5 nach Random Album Title veröffentlicht und konnte in 5 Ländern die Charts erreichen. Aus dem Album wurden sechs Singles veröffentlicht: Hi Friend, Ghosts ’n’ Stuff, Bot, Lack Of A Better Name, Strobe und Word Problems. Das Album erschien unter den Labels mau5trap Records und Ultra Records. Der musikalische Stil des Albums ist vor allem Progressive House und Electro House mit Einflüssen von Tech House und Trance.

## Rezeption

### Kritik
Das Album bekam in der Regel positive Kritiken. Ein Beispiel:

„[…]A neat introduction to an artist with a wealth of material beneath his belt, this enjoyable compilation of tracks old and new will only further Zimmerman’s already admirable reputation, expanding his audience into whole new areas of approval. Let’s just hope he never spoils everything by taking that brilliantly silly mask off.“

Paula Carino von Allmusic bewertete es ebenfalls positiv und vergab  Sterne.

### Charts
Das Album wurde kommerziell mäßig erfolgreich, erreichte die Top 20 in Großbritannien, wo es allerdings nur zwei Wochen in den Charts blieb, und in den Dance/Electronic Album Charts, und den Heatseekers Album Charts. In den US-amerikanischen Dance/Electronic Charts konnte es Platz 11 erreichen mit 71 weiteren Wochen in den Charts und in den Heatseeker Charts bis auf Platz 15 vorrücken, wo es wiederum 23 Wochen blieb. In den USA konnte es außerdem die Independent Album Charts erreichen, flog nach einer Woche auf Platz 46 allerdings schon wieder heraus. Ansonsten konnte das Album Chartplatzierungen in Australien, Kanada und Irland verbuchen und bekam eine Silber-Schallplatte in Großbritannien.

#### Chartplatzierungen
| Charts                                 | Höchstplatzierung |
| -------------------------------------- | ----------------- |
| Australien                             | 49                |
| Irland                                 | 37                |
| Kanada                                 | 62                |
| Vereinigte Staaten (Heatseekers)       | 15                |
| Vereinigte Staaten (Dance/Electronica) | 11                |
| Vereinigte Staaten (Independent)       | 46                |
| Vereinigtes Königreich                 | 19                |

## Trackliste
1. FML – 6:58
2. Moar Ghosts ’n’ Stuff – 4:59
3. Ghosts ’n’ Stuff (feat. Rob Swire) – 5:28
4. Hi Friend! (feat. MC Flipside) – 6:34
5. Bot – 6:36
6. Word Problems – 8:31
7. Soma – 7:54
8. Lack of a Better Name – 8:16
9. The 16th Hour – 9:55
10. Strobe – 10:34

(Quelle:)
Auf iTunes
1. For Lack of a Better Name (Mixes) – 1:05:59